# Bosa
Bosa és una ciutat i municipi italià, situat a la costa nord-oest de l'illa de Sardenya, a la Província d'Oristany, a 46 kms al sud-est de L'Alguer. És el centre més poblat de la comarca de Planargia, que és part de la regió històrica de Logudor, i és la capital de la Unione di comuni della Planargia e del Montiferru Occidentale. L'any 2022 tenia 8.126 habitants.
Des de 1986, amb L'Alguer, és seu de la Diòcesi de L'Alguer-Bosa, després de la fusió de la seu episcopal bosana (fundada al segle V) amb la d'Alguer (fundada el 1503).
La ciutat conserva l'ús del logudorès, una variant de l'idioma sard, que es parla al centre i al nord de Sardenya i està reconegut per lleis regionals i estatals com una de les dotze "minories lingüístiques històriques" d'Itàlia.
Durant el domini catalano-aragonès, va obtenir el rang de ciutat reial del que actualment queda, amb l'abolició dels privilegis feudals, el títol honorífic italià de ciutat.
És una població turística i com a principal element visitable hi ha el castell de Serravalle. Limita amb els municipis de Magomadas, Modolo, Montresta, Padria (SS), Pozzomaggiore (SS), Suni i Villanova Monteleone (SS).

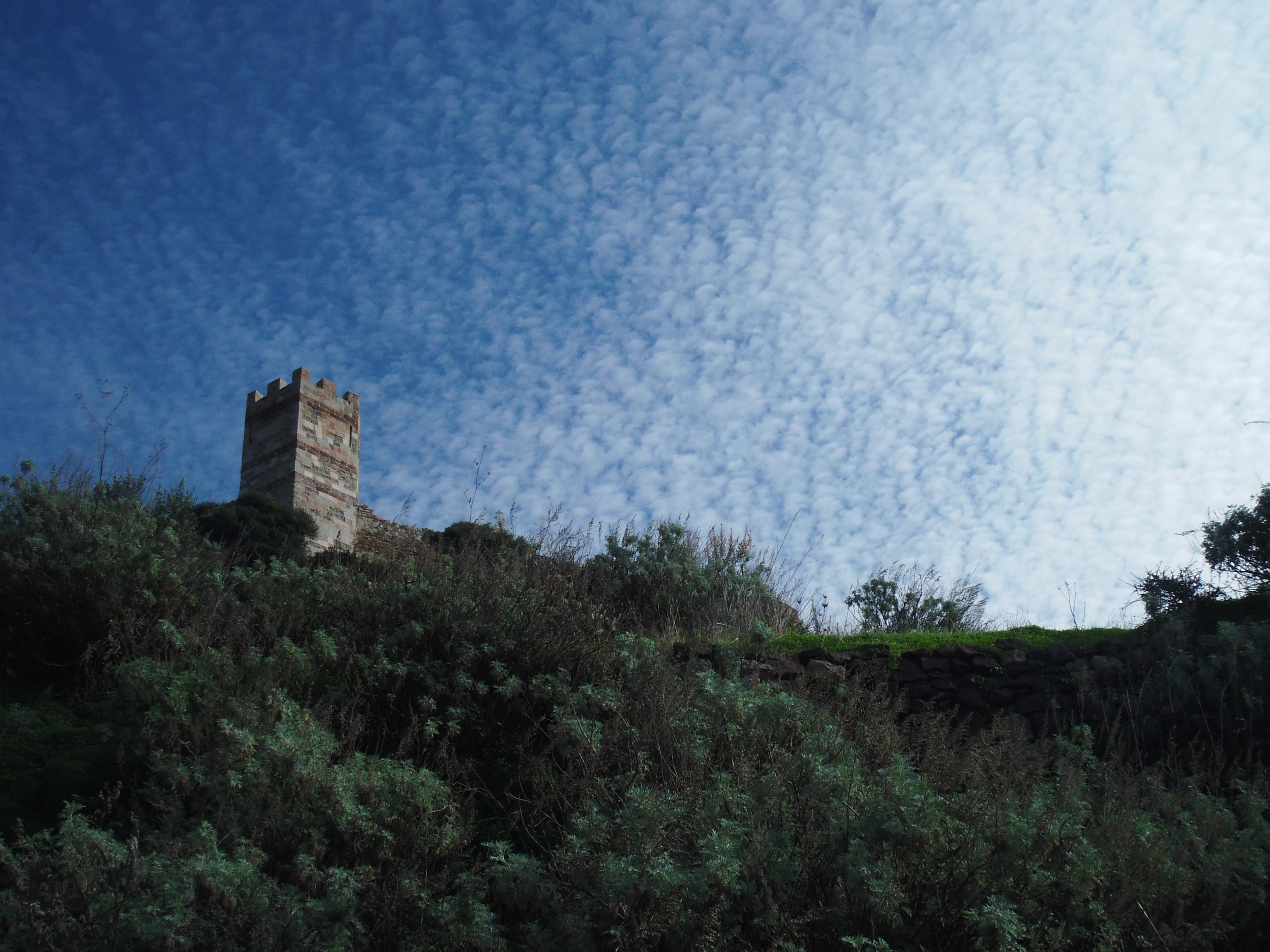
Castell de Serravalle